# Linhas Aéreas de Moçambique
Pour les articles homonymes, voir LAM.
« Sempre a subir » (« Toujours croissante »).
LAM - Mozambique Airlines, S.A. (LAM - Linhas Aéreas de Moçambique, S.A.) (Code AITA : TM ; code OACI : LAM) est la principale compagnie aérienne du Mozambique. Créée en 1980, LAM succède à la DETA (Direcção de Exploração de Transportes Aéreos), une compagnie aérienne coloniale portugaise créée en 1936.
Basée à Maputo au Mozambique, LAM effectue le transport de passagers, de fret et de courrier à caractère national, régional et international régulier et non régulier. Sa flotte est actuellement composée de 12 appareils. Elle effectue des vols régionaux dans le Mozambique et dessert également plusieurs villes en Afrique Australe et Subsaharienne.

## Histoire

### Fondation
LAM (Linhas Aéreas de Moçambique) est la principale compagnie aérienne du Mozambique. Sa création remonte au 14 mai 1980, conformément au décret n ° 8/80 du 19 novembre. Elle succède à l'ancienne Société d'État, la DETA, Direcção de Exploração do Transporte Aéreo, créée quant à elle en 1936 pendant la colonisation du pays et qui dépendait  du ministère des Transports, dans la subdivision des ports et chemins de fer.

### Avant LAM, la DETA
La DETA (Direcção de Exploração do Transporte Aéreo) est une compagnie aérienne « mozambicaine » créée en 1936, pendant la colonisation du pays par le Portugal. La société fut créée en 1936.
En avril 1938, un vol intérieur de huit heures Lourenço Marques (ancien nom colonial de la capitale Maputo)–Inhambane–Beira–Quélimane longeant la côte est mis en place par la DETA, soit deux ans après sa création. La même année, la compagnie reçoit trois Junkers Ju 52. Cette ligne est étendue en avril 1939 jusqu'à Pemba (Mozambique).
En mars 1952, le réseau de la compagnie faisait un total de 3 200 km (vols intérieurs et internationaux vers  Durban, Johannesbourg et Salisbury). La flotte de la DETA était alors composée de six De Havilland DH.104 Doves, cing De Havilland DH.89 Dragon Rapide, trois Douglas DC-3, deux  Lockheed L-18 Lodestar, un Lockheed L-14 Super Electra et un  Junkers Ju 52.C.
En 1970, la DETA devient la première compagnie aérienne portugaise et africaine à se doter du tout nouveau Boeing 737-200.

### Création/Développement de LAM 1980 à 1998
Lorsque LAM succède à la DETA, une modernisation de la flotte commence avec l'entrée en service des turbopropulseurs Fokker F27-200 (LAM devient le 64e opérateur de cet appareil) et Boeing 737-200 à réaction. Cette restructuration marque le début des longs vols de distance en Boeing 707-320 et 320C, Douglas DC-8, Douglas DC-10 (loués à la compagnie française UTA- Union de transports aériens) , et Iliouchine Il-62M.
Les années 1980 et 1990 ont été une période d'expansion : un vol de Maputo vers Lisbonne (souvent via Madrid) en DC-10 était effectué deux fois par semaine, ainsi qu'un  Maputo-Paris-Copenhague hebdomadaire à Berlin-Est, principalement destinés aux travailleurs immigrés qui ont travaillé sur la reconstruction du pays. Le DC-10 sera remplacé par des Boeing 747, loué par la South African Airways. Les vols intercontinentaux étant non rentables, ils seront abandonnés en faveur des lignes régionales.
En 1991, la compagnie se dote de deux Boeing 737-300. Ces appareils acquis en crédit-bail arrivent tout droit des États-Unis, et sont peints aux couleurs de la nouvelle compagnie aérienne. Malheureusement, la situation économique du pays contraint la compagnie à rendre les unités à la compagnie de crédit-bail (ils entrèrent par la suite au service de la compagnie aérienne charter portugaise Air Colombus, alors en pleine expansion, mais qui s'éteindra trois ans plus tard, en 1994).
En septembre 1995 apparaît MEX (Moçambique Expresso ou Mozambique Express), une Filiale de la compagnie, qui assure des vols régionaux intérieurs.

### De 1998 à nos jours
De 1980 à 1998, LAM est une entreprise d'État, sous la tutelle directe du Ministère des transports et les communications. Ses objectifs principaux sont d'assurer le service public du transport de passagers, du courrier et du fret, sur le marché intérieur, régional et intercontinental, soit sous forme de vols réguliers soit de charters.
Selon le décret-loi no 69/98 du 23 décembre 1998, LAM est transformé en société à responsabilité limitée, et adopte la dénomination LAM - Linhas Aéreas de Moçambique, S.A.R.L.
De ce fait, l'État possède actuellement 91 % du capital de la nouvelle société, et les 9 % restants sont aux mains des salariés.
La compagnie commence à rénover sa flotte en 2008 en recevant un Bombardier Dash-8 Q400.Ce premier appareil fait partie d'une commande d'appareils de 72 à 94 places (à savoir des Q400 et des Embraer 190). L'Embraer 190 entre dans sa flotte l'année suivante, en 2009.
Air Seychelles et LAM-Air Mozambique ont signé, mi-octobre 2010, un accord de coopération de deux ans. La compagnie aérienne seychelloise s'engageait à effectuer deux vols hebdomadaires entre Maputo (Mozambique) et Lisbonne (Portugal) pour le compte de la compagnie aérienne mozambicaine, à partir d’avril 2011. Cet accord est lié à la volonté de LAM d'effectuer des vols internationaux et intercontinentaux à longue distance. Mais la compagnie ne disposant pas d’assez d’appareils pour assurer ces dessertes, elle a fait appel à Air Seychelles pour qu’elle mette à sa disposition un appareil long courrier (un Boeing 767-300) et les compétences techniques qui lui font défaut. Le 767 était utilisé pour des vols charter Maputo-Lisbonne. Selon les termes de cet accord valable pour une période de deux ans, l’appareil effectuera le trajet Maputo-Lisbonne sous le nom d’un vol de LAM avec une équipe technique d’Air Seychelles et les membres d’équipage de la cabine proviendront des deux compagnies. Le contrat est actuellement terminé.
C'est en 2010 que Marlene Manave devient la première femme CEO de la compagnie.
Le siège de LAM est situé à Maputo. Elle emploie actuellement 695 travailleurs et possède des bureaux et d'autres formes de représentation dans le pays et à l'étranger. Le 14 mai 2012, la Société avait 32 ans.
En août 2013, LAM participe à la FACIM, la Foire internationale de Mozambique, évènement où elle tient un stand, y proposant de découvrir l'expérience en vol avec la compagnie grâce à un tronçon d'appareil et des démonstrations de sécurité.
Du fait de son bannissement en Europe et de sa flotte non appropriée, LAM n'effectue actuellement plus de vols internationaux à longue distance ou intercontinentaux. Auparavant, elle effectuait des vols vers Lisbonne, qui sont actuellement effectués en partage de code avec TAP Air Portugal.
Dans la revue de bord Indico (édition de janvier-février 2014), la PDG de la compagnie Marlene Mendes Mananve annonce qu'un contrat a été passé avec le constructeur américain Boeing pour l'acquisition de trois Boeing 737-700 NG (Next Generation/ nouvelle génération pour un coût total de 28 millions de dollars américains. Les livraisons seront séparées d'un an : 2015, 2016 et 2017. Cette commande met en avant la confiance de LAM pour l'appareil qu'elle exploite depuis sa création en 1980 (les premiers légués par la DETA). Par ailleurs, la DETA fut la première compagnie aérienne africaine à mettre en service le Boeing 737-200.
Ces commandes font partie d'un plan de renouvellement de la flotte et de croissance de la compagnie, qui reçoit fin 2013 15 nouveaux pilotes formés en Afrique du Sud et en Éthiopie, dont six femmes.
Le 13 juin 2014, LAM ajoute à sa flotte en service un premier Boeing 737-700NG acquis en crédit-bail (la commande auprès de l'avionneur américain Boeing pour trois appareils du même type étant maintenue). L'appareil devient le plus grand de sa flotte, avec une capacité de 132 passagers, soit 12 en classe « executive » et 120 en économie. L'avion est baptisé le 29 mai 2014 dans un hangar de la compagnie. Son matricule mozambicain est C9-BAQ (auparavant N855AM chez Aeromexico). Il s'appelle POELELA.
Le 16 juillet 2014, à la suite d'un vote effectué par l'Assemblée générale de la compagnie, Iacumba Ali Aiuba est nommé CEO et prend la place de Marlene Manave à la tête de la compagnie aérienne.
Premier semestre 2014, la compagnie a transporté 340 000 passagers, soit une augmentation de 14 % par rapport à la même période l'année précédente.
Depuis mai 2017, LAM et les autres compagnies du Mozambique ne sont plus sur la liste noire européenne, ce qui autorise la LAM à réaliser des vols sur l'Europe et aux professionnels du voyage européen à proposer des transports sur l'ensemble du réseau de la compagnie.

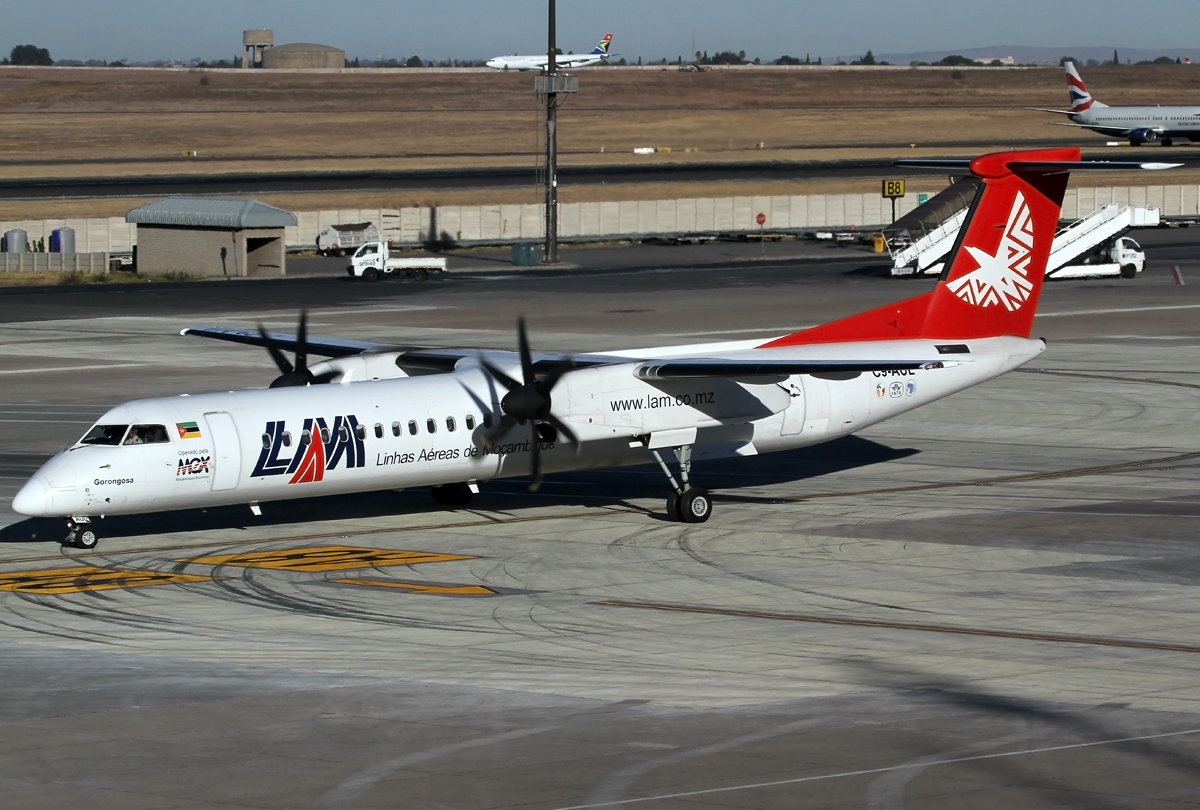
Un Bombardier Dash-8 Q400 de la compagnie

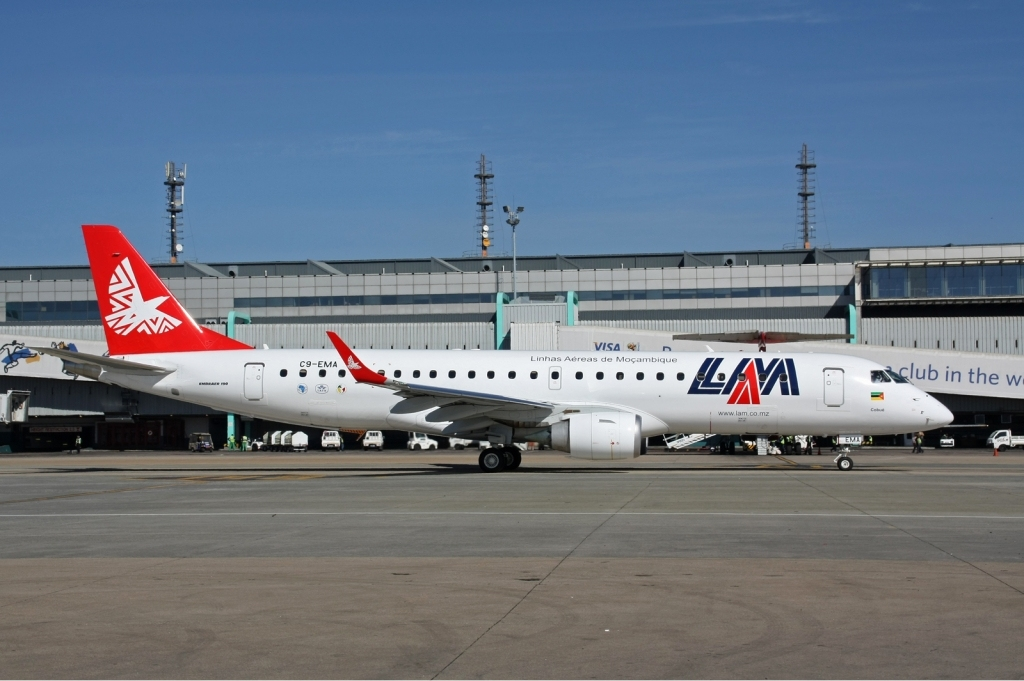
Un des trois Embraer 190 de la compagnie

## Flotte en opération

### Flotte de LAM
LAM utilise une flotte de Boeing (États-Unis), Embraer (Brésil) et Bombardier (Canada) variée, mais chaque modèle n'est pas présent à plus de trois exemplaires, ce qui rend la flotte très variée et non « unie ». En novembre 2013, celle-ci est composée de huit appareils :
- 1 Boeing 737-300
- 1 Boeing 737-500 Le Boeing 737-500 est une version avancée et du B737 -200[1](appareil que la compagnie a exploité). Cet appareil est réputé pour être plus économique au regard de la consommation de carburant, et offrir plus de sièges, étant configuré pour 104 places en classe économique et 14 en classe affaires.
- 1 Boeing 737-700 Tandis que la compagnie attend trois 737-700NG (Next Generation- Nouvelle Génération) qui seront directement produits par le constructeur américain, elle a acquis en crédit-bail en mars 2014[14] un premier 737-700, de matricule N855AM, ayant appartenu auparavant à la compagnie aérienne Aeromexico[15].
- 3 Embraer 190AR L'Embraer 190 est un avion civil bimoteur produit par l'entreprise brésilienne Embraer (Empresa Brasileira de Aeronautica). C'est une version allongée de l'Embraer 170[1]. Avec 9 sièges en classe affaires et 85 sièges en classe économique, le E190 de LAM a la même configuration que l'on trouve sur les Boeing 737 de la compagnie[16]. En décembre 2013, l'un des trois Embraer 190 exploités par la compagnie est détruit lors d'un crash en Namibie (vol TM 470).
- 3 Bombardier Dash-8 Q400 Le Bombardier Dash 8 Q400 est le plus gros avion à turbopropulsion au monde, et le plus rapide. Fabriqués par le constructeur canadien Bombardier, ils constituent un des appareils les plus importants de LAM. LAM, par sa filiale MEX (Moçambique Express), exploite trois Bombardier Q400.

### Flotte de MEX
MEX (Mozambique Express) est une filiale de LAM spécialisée dans les vols intérieurs. Cette compagnie effectue certains vols intérieurs du réseau avec des Embraer EMB 120 Brasilia et ERJ 145.
- 2 Embraer ERJ 145 Les Embraer ERJ-145 de la compagnie sont exploités par la filiale régionale MEX (Moçambique Expresso)[17]. Ces deux appareils acquis en 2013 ont fait entre autres partie de la flotte de Régional, filiale d'Air France. Ils ont été repeints et préparés pour LAM à Clermont-Ferrand et arborent la livrée de la MEX. Ces bimoteurs aux réacteurs fixés à l'arrière du fuselage font partie des jets régionaux les plus populaires.
- 3 Embraer 120 Brasilia Au nombre de trois, les Embraer EMB 120 de la compagnie sont des appareils à turbopropulseurs (deux turbines PW118B de Pratt & Whitney Canada).

### Flotte en commande
- 3 Boeing 737-700

La compagnie annonce dans le numéro de janvier-février 2014 de son magazine de bord Indico avoir passé commande pour trois Boeing 737 nouvelle génération (le modèle, annoncé plus tard par Boeing, est le  737-700, le plus petit modèle de la famille encore commercialisé). Les livraisons sont prévues pour 2015, 2016 et 2017. Une option d'achat pour trois autres appareils du même type a été annoncée. Le coût total de la commande est de 225 millions de dollars.

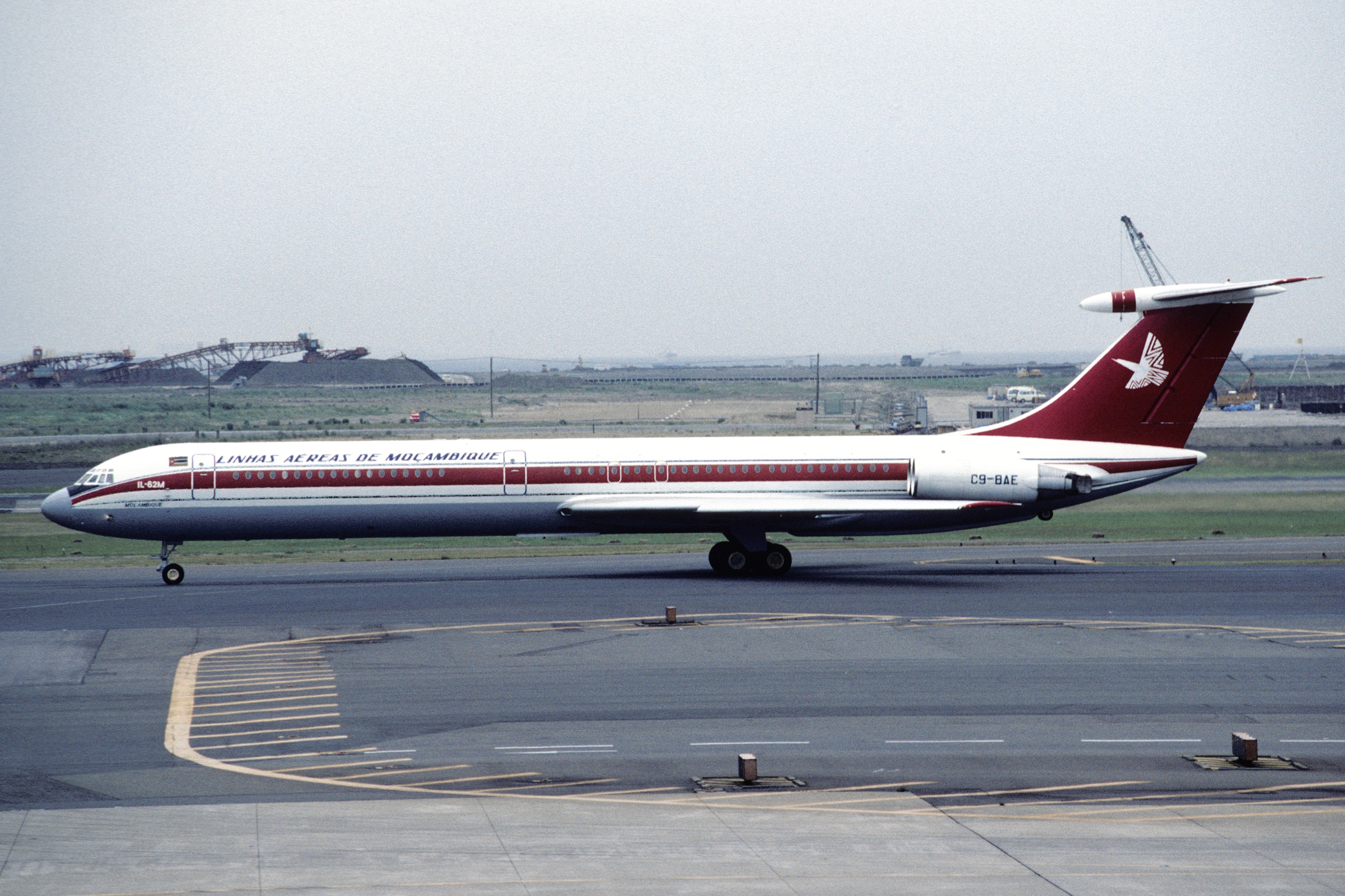
Un ancien Ilyushin Il-62M quadrimoteur LAM

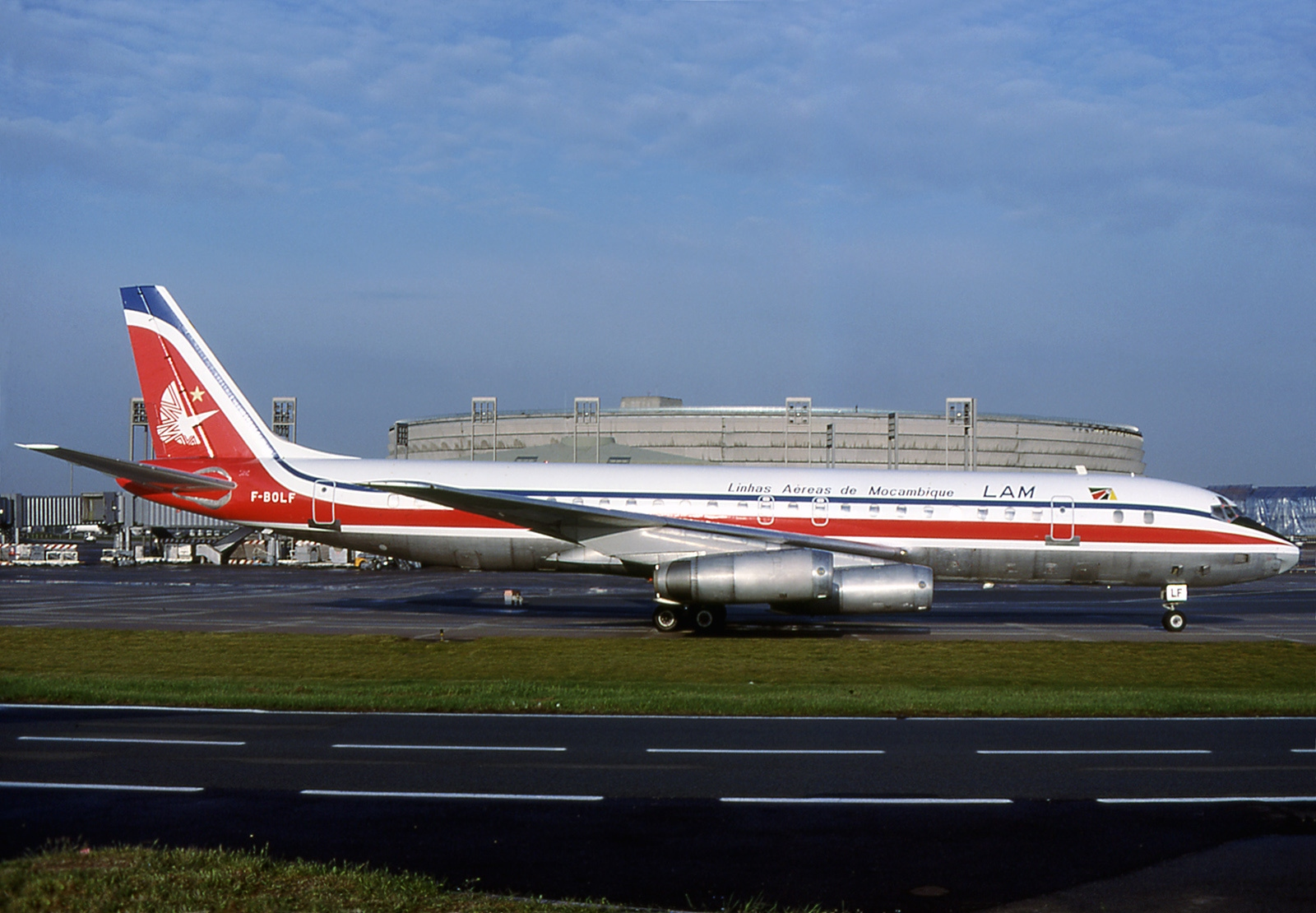
Un ancien McDonnell Douglas DC-8-62 LAM

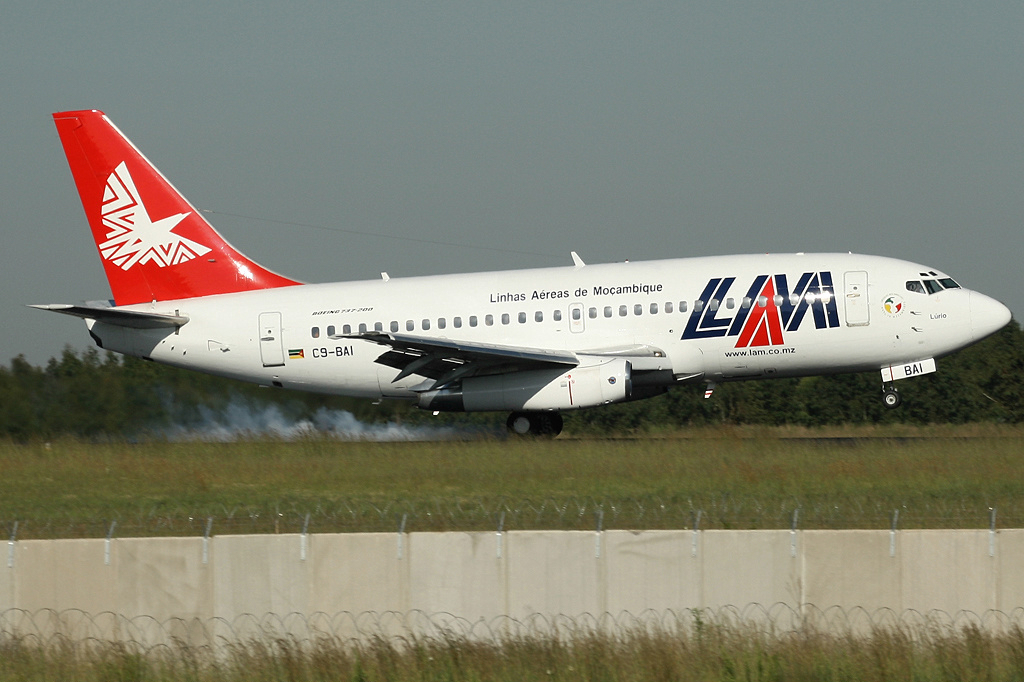
Un ancien Boeing 737-200 similaire à C9-BAB et C9-BAD

## Avions historiques
Depuis sa création en 1980, la compagnie a utilisé de très nombreux et très divers appareils, provenant de différents constructeurs (les Américains Boeing et Douglas, le Soviétique Iliouchine, le Néerlandais Fokker par exemple).
- Antonov An-26;
- Beech King Air 200;
- Boeing 707-320; 707-320C; 707-420
- Boeing 737-100; 737-200; 737-200C; 737-300;
- Boeing 747SP;
- Boeing 767-200ER; 767-300ER;
- Douglas C-47A; C-47B;
- Douglas C-53;
- Fairchild Dornier Metro III;
- Fokker F100;
- Fokker F27-200; F27-600;
- Ilyushin Il-62MK;
- Indonesian Aerospace 212-200;
- Lockheed Tristar L-1011-500;
- Lockheed L-188AF Electra;
- McDonnell Douglas DC-10-30;
- Partenavia P.68;
- Raytheon Beechcraft 1900C

Par sa filiale MEX (Mozambique Express):
- Casa C-212-200 Aviocar;
- Jetstream 41;

## Accidents et incidents
En plus de trente ans d'existence, LAM ne compte que 4 accidents graves dont un seul ayant causé des morts (34). Les accidents de l'ex-DETA ne sont pas pris en compte dans cette liste :
- 27 mars 1983; un Boeing 737-200 (immatriculation C9-BAB) décroche juste avant son atterrissage à  Quelimane (Mozambique), et s'écrase à 400 m de la piste. Il n'y a pas de décès sur les 110 personnes à bord. L'appareil est retiré du service : les dommages sont trop importants pour être réparés.
- 9 février 1989; un Boeing 737-200 (immatriculation C9-BAD) sort de la piste de l'aéroport de Lichinga (Mozambique) pendant l'atterrissage. Sur les 108 personnes à bord, aucun mort n'est à déplorer. L'appareil est endommagé et retiré de service.
- 5 octobre 1998; un Boeing 747SP (immatriculation ZS-SPF) loué à la South African Airways pour relier Maputo à Lisbonne effectue un atterrissage d'urgence à la suite d'une panne de moteur à 5 000 pieds d'altitude (1 500 m), ce qui provoqua un incendie.
- 29 novembre 2013; un Embraer 190 s'écrase en Namibie causant la mort des 33 passagers et membres d'équipage. L'avion qui devait relier Maputo à Luanda en Angola a été retrouvé carbonisé dans le nord-est de la Namibie[19]. Il s'agit du vol 470, la plus grande catastrophe aéronautique de l'histoire de l'aviation mozambicaine. Un Boeing 737-600 est loué à une compagnie charter sud-africaine[20] pour remplir les vols habituellement opérés en Embraer 190, remplaçant celui qui s'est écrasé.
- 7 avril 2014; D'après le journal mozambicain Verdade (Vérité), un Bombardier Dash 8 Q400 (matricule C9-AUY) exploité par MEX[21] sur le vol TM303[22] provenant de Maputo aurait subi un toucher de queue (frottement de la queue de l'appareil sur le sol) lors d'un atterrissage à l'aéroport OR Tambo de Johannesbourg, à 10h24[21]. L'incident n'a pas été rapporté par la compagnie, que ce soit pour l'appareil (ou pour les passagers à bord. De nombreux vols arrivant à Johannesbourg ont dû être déroutés vers d'autres aéroports sud-africains, ce durant près d'une heure[21].

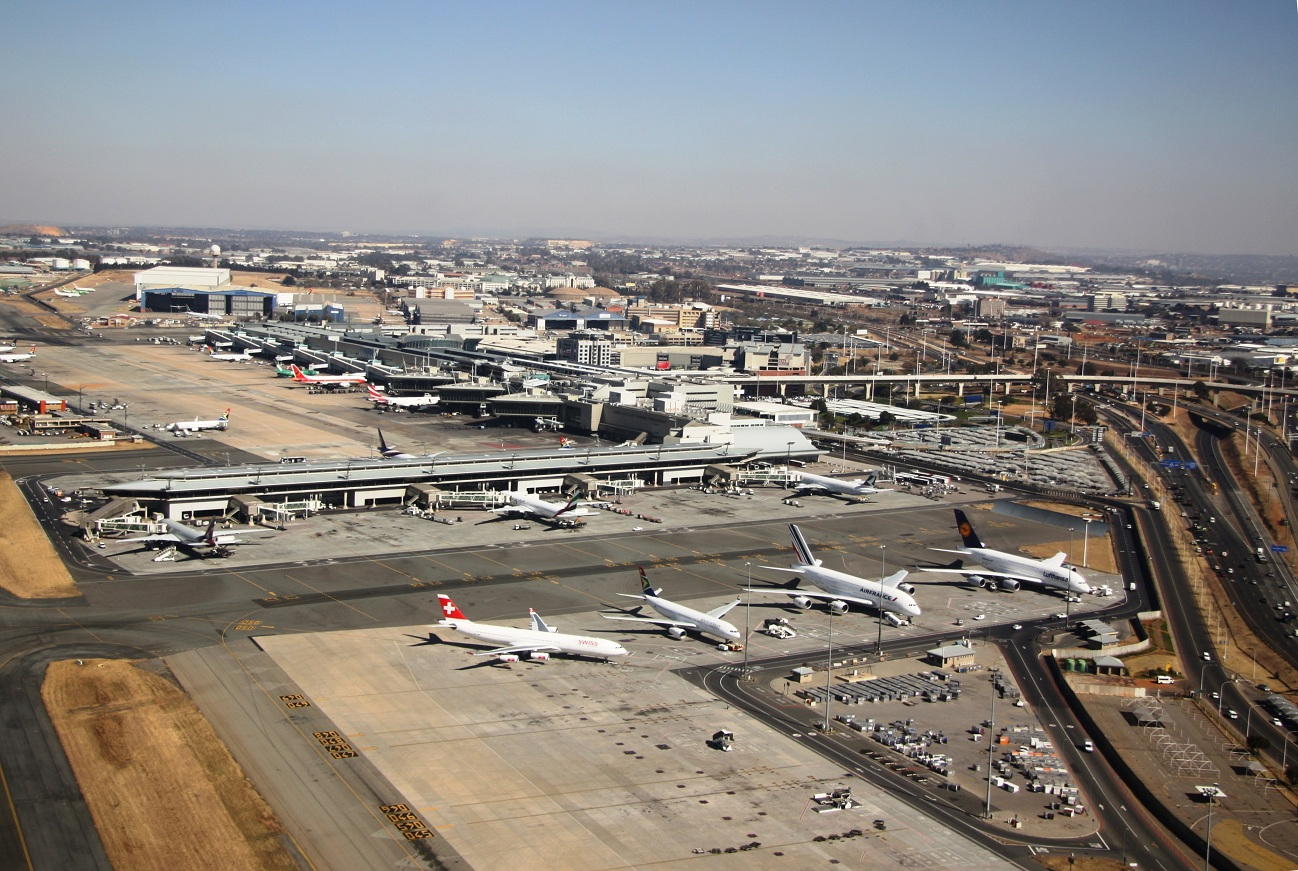
Aéroport international OR Tambo à Johannesbourg.

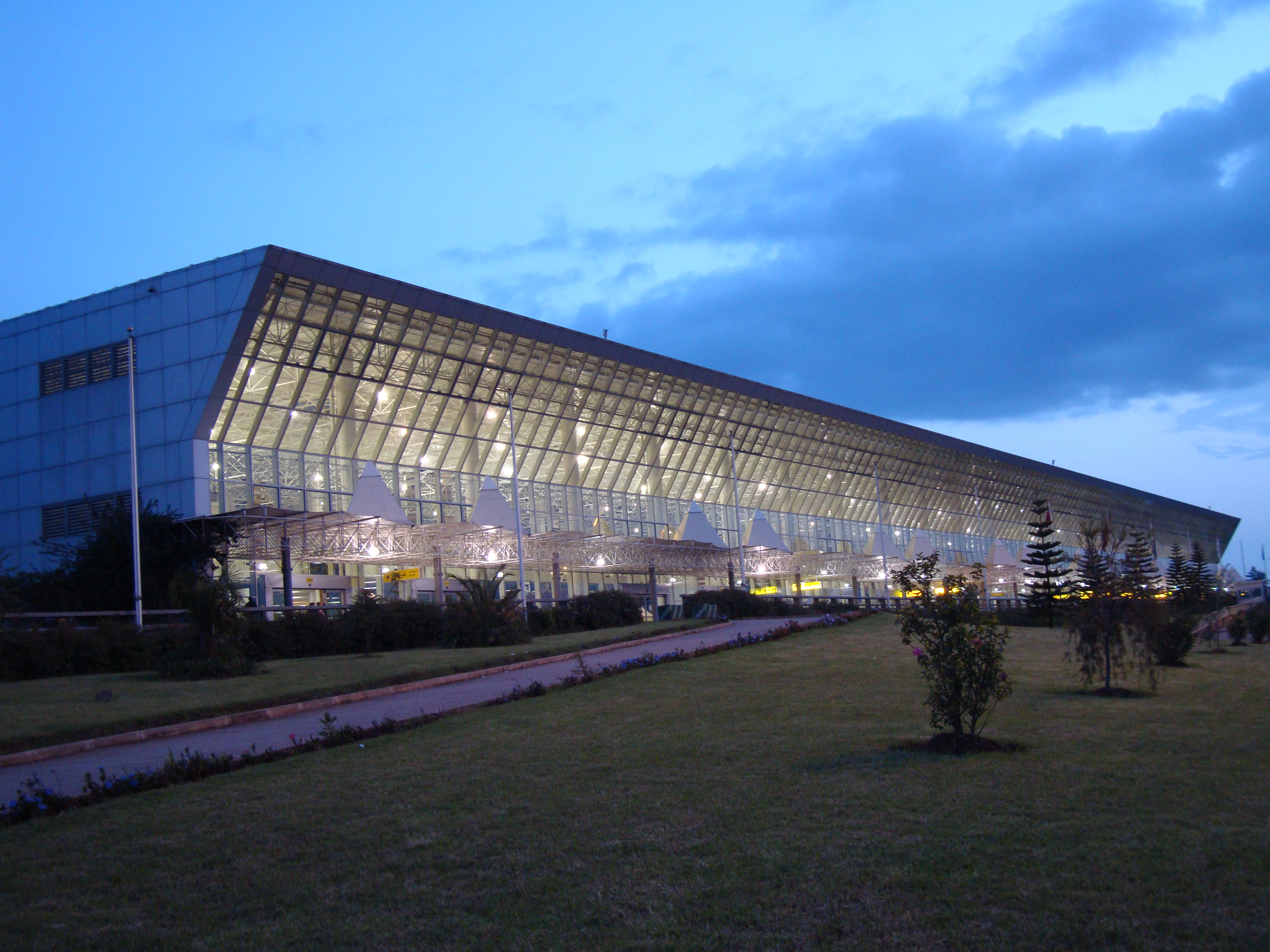
Aéroport international Bole à Addis Abeba.

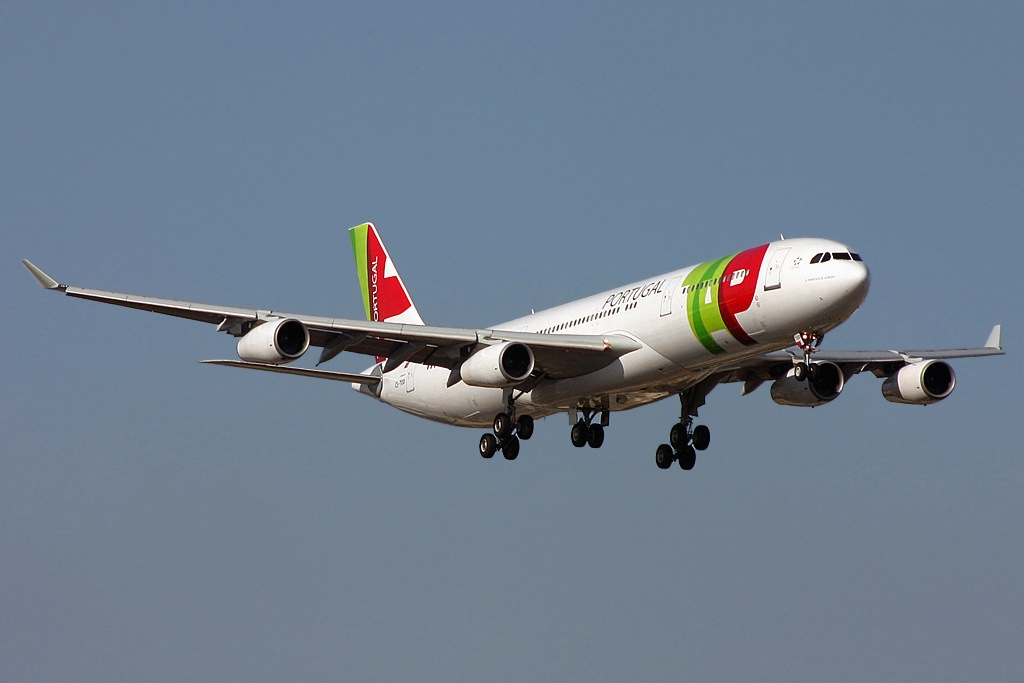
Selon un accord de partage de code, la desserte de la ligne Lisbonne-Maputo s'effectue en Airbus A340 avec la compagnie portugaise TAP Air Portugal.

## Destinations
Du fait de son bannissement en Europe et de sa flotte non appropriés, LAM n'effectue actuellement pas de vols internationaux à longue distance ou intercontinentaux. Auparavant, elle effectuait des vols vers Lisbonne, qui sont actuellement effectués en partage de code avec TAP Air Portugal.
La compagnie aérienne a annoncé vouloir étendre son réseau international en lançant des vols pour le Brésil et la Chine. Ces destinations ont sans doute été envisagées à cause du bannissement de la compagnie en Europe, qui s'est étendu jusqu'en mai 2017.
À l'international :
- Lisbonne, Portugal
- Johannesbourg, Afrique du Sud
- Le Cap, Afrique du Sud
- Nairobi, Kenya
- Dar Es Salaam, Tanzanie
- Luanda, Angola

Destinations des vols intérieurs (au Mozambique) :
- Maputo (capitale du pays)
- Inhambane (capitale de la province d'Inhambane)
- Vilankulo (ville côtière très touristique de la province d'Inhambane)
- Beira (capitale de la province de Sofala)
- Nampula (capitale de la province de Nampula)
- Quélimane (capitale de la province de Zambézia)
- Pemba (capitale de la province de Cabo Delgado)
- Lichinga (capitale de la province de Niassa)
- Chimoio (capitale de la province de Manica)

## Partenariats

### Commerciaux
Partage de codes
Le partage de code de LAM avec les compagnies aériennes partenaires suivantes, permet aux clients de bénéficier de programmes de fidélités sur certaines relations : 
- TAP Air Portugal pour les vols à destination de Lisbonne
- Ethiopian Airlines pour les vols à destination de  Addis-Abeba
- South African Airways pour les vols à destination de Johannesbourg et Le Cap
- Kenya Airways pour les vols à destination de Nairobi
- Ewa Air (Air Austral) pour les vols à destination de Dzaoudzi[25]

### Cargo
accords commerciaux
- Equity Aviation (Afrique du Sud, Durban)
- Menzies Aviation (Afrique du Sud, Johannesbourg)
- Swissport Cargo Services (Kenya, Nairobi)
- Swissport Cargo Services (Tanzanie, Dar Es Salaam)
- National Handling Services (NHS) (Zimbabwe, Harare)

## Présence dans la liste noire européenne
LAM, ainsi que sa filiale MEX  sont citées dans la liste noire des compagnies aériennes par les autorités françaises au 4 décembre 2012.
L’association de compagnies aériennes africaines (AFRAA) a estimé que l’inscription de LAM Mozambique sur la liste noire européenne était injustifiée et a accusé l’Union européenne de privilégier ses compagnies aériennes au détriment des autres. L’AFRAA ne comprend pas cette décision à propos d’une compagnie qui, depuis sa création en 1980 n’a connu aucun accident majeur (c'était avant le crash en Namibie). Bien sûr l’association admet que LAM Mozambique est fragilisée depuis qu’Air Seychelles ne lui loue plus son Boeing B767. Mais l’AFRAA estime, dans un communiqué, que cette décision est loin d’aider la compagnie. Elle y voit plutôt un moyen pour l’Europe de soutenir ses propres compagnies qui ont tendance à absorber la clientèle des transporteurs africains à la suite de leur inscription sur la liste noire. Le Mozambique est devenu le quatorzième pays africain dont toutes les compagnies aériennes sont interdites en Europe.
La LAM et les compagnies du Mozambique ont été sorties de la liste noire européenne le 16 mai 2017.